# Dransfieldia
Dransfieldia es un género con  especies de plantas fanerógamas perteneciente a la familia  de las palmeras Arecaceae. 
Dransfieldia es un género monotípico de plantas de palma en la familia de Nueva Guinea, donde la única especie Dransfieldia micrantha crece en la densa selva tropical.  Descubierto en 1872, 134 años pasaron antes de que la prueba del ADN pusiera de manifiesto su correcta colocación.  Sin parientes cercanos, es una delicada palma pinnada su nombrada en honor  de John Dransfield, experto en palmas en el Real Jardín Botánico de Kew.

## Descripción
Su tronco es delgado y solitario, de color gris a marrón, con distinta, ampliamente espaciadas  cicatrices de anillos producida por la caída de las hojas.  La hoja de vainas se extienden, formando una verde corona, el pequeño raquis es ampliamente espaciado, con pinnas agudas. La inflorescencia aparece debajo de la corona,  produciendo una semilla de la fruta.

## Distribución y hábitat
Son endémicos de Nueva Guinea occidental en el sotobosque de la selva con alta humedad y precipitaciones frecuentes. 

## Taxonomía
Odoardo Beccari recopiló la palma de Indonesia,  Nueva Guinea en 1872, le asignó al género Ptychosperma en el marco del epíteto micranthum, del latín para "pequeña flor". Las hojas  no eran irregulares como en la mayoría del género y, once años más tarde, se trasladó a Rhopaloblaste por Sir Joseph Hooker, entonces director de los Kew Gardens.   El ajuste fue imperfecto porque las flores masculinas y plántulas eophylls en Rhopaloblaste no coinciden. En 1970, el científico Harold Emery Moore analiza  la colección Beccari y a pesar de que lleven una corona, es reclasificada como un miembro de Heterospathe, un género sin corona.  Por último, en 2006, se revelaron pruebas de ADN de la planta conocida que no corresponde a estos géneros, así que fue nombrado por John Dransfield por sus contemporáneos, en honor a su largo estudio de la familia.
Sinonimia
- Ptychosperma micranthum Becc., Malesia 1: 52 (1877).
- Rhopaloblaste micrantha (Becc.) Hook.f. ex B.D.Jacks., Index Kew. 2: 713 (1895).
- Heterospathe micrantha (Becc.) H.E.Moore, Principes 14: 92 (1970).[4]